# 二氯硫化碳
二氯硫化碳，俗称硫光气（英语：Thiophosgene；化学式：CSCl2），是一种微红色液体，并带有有刺激性氣味。硫光气可溶于水（容易水解），醇和醚。

## 製備
由全氯甲硫醇還原消除而得。在全氯甲硫醇、四氯乙烷和水和混合物中添加碘化鉀，攪拌，於室溫下通入二氧化硫，反應中自動升溫，調節通氣量，保持溫度在50-70℃。當反應液溫度不再上升，二氧化硫不再明顯吸收時停止通氣。冷卻靜置，分取有機層進行分餾，收集76℃以下餾分，获得硫光氣。

## 用途
硫光气多数用于用於有機合成。

## 安全考量
硫光气有高毒性。